# Trempealeau megye
Trempealeau megye az Amerikai Egyesült Államokban, azon belül Wisconsin államban található. Megyeszékhelye Whitehall, legnagyobb városa Arcadia. Lakosainak száma 30 760 fő (2020. április 1.). Trempealeau megye Buffalo, Eau Claire, Jackson, La Crosse és Winona megyékkel határos.

## Népesség
A megye népességének változása:
| Lakosok száma | 28 847 | 29 059 | 29 376 | 29 582 | 29 550 | 30 760 |
|               | 2010   | 2011   | 2012   | 2013   | 2015   | 2020   |